# Hypertrophy-Specific Training
L'Hypertrophy-Specific Training (HST) è un tipo di allenamento di resistenza (Resistance training) applicato nell'attività di bodybuilding.
Questo metodo di allenamento è stato concepito per indurre una crescita muscolare o ipertrofia più veloce possibile, senza perdere efficacia per un lungo periodo di tempo, e senza l'uso di steroidi anabolizzanti. Il metodo è stato reso popolare in seguito ad un articolo dell'ottobre 2000 su ThinkMuscle scritto da Bryan Haycock, che discusse dei metodi che lui e i suoi clienti avevano usato per anni. Haycock sostiene che il metodo di allenamento è nato da "principi fisiologici dell'ipertrofia scoperti in laboratorio," e che questi principi sono stati poi organizzati in un metodo di allenamento con i pesi con lo scopo di indurre l'ipertrofia.

## Principi del HST

### Carico meccanico
Il carico meccanico è necessario per indurre l'ipertrofia muscolare. Questo meccanismo comprende, tra i vari fattori, MAPk/ERK, cellule satellite, fattori di crescita, calcio, e svariati altri. Secondo Bryan Haycock, "non sarebbe corretto dire di non sapere come cresce un muscolo in risposta all'allenamento". Il punto focale del HST non sarebbe quello di discutere sul metodo, ma per presentare la mole di ricerche scientifiche che spiegano come l'ipertrofia si verifica. Di conseguenza l'HST diventerebbe una conclusione relativamente ovvia se l'obiettivo primario è l'ipertrofia muscolare.

### Basso volume
L'HST suggerisce di limitare il numero di serie per esercizio e per allenamento a 1 o 2, similmente a quanto era previsto nel High Intensity Training (HIT). Questo principio è basato su alcune evidenze scientifiche le quali confermerebbero che l'utilità di diverse serie multiple si limiterebbe a poco più che bruciare calorie. Secondo Haycock, non ci sarebbe niente di sbagliato nel bruciare calorie, ma soprattutto ad una certa età, e senza l'uso di sostanze dopanti, si dovrebbe cercare contenere l'allenamento eseguendo le serie realmente necessarie a causa di una minore tolleranza allo stress rispetto ad età più giovani.
Anche se tale impostazione potrebbe essere messa in discussione, il basso numero di serie (e quindi il basso volume) è giustificato dall'alta frequenza settimanale, la quale sarebbe necessaria per creare una adeguato stimolo anabolico favorente l'ipertrofia muscolare. Nel corso di una settimana, il volume totale non si differenzierebbe troppo dalle normali Split routine. Le serie quindi dovrebbero essere limitate a una o due per esercizio. Haycock sostiene che un tale numero di serie possa bastare se lo sforzo viene portato alla massima fatica e/o il Time Under Tension e l'esecuzione del gesto sono strettamente controllate, o se il carico è talmente elevato da impedire ulteriori serie.
Ciò che bisogna comprendere è che il sovrallenamento è il risultato di un affaticamento del Sistema Nervoso Centrale (SNC), mentre spesso è stato erroneamente creduto che i sintomi del sovrallenamento derivino dall'affaticamento del tessuto muscolare stesso. La ricerca ha invece dimostrato che questa teoria non è fondata. Mantenere una bassa attivazione del SNC durante l'allenamento frequente consente di ottenere elevati guadagni di forza, permettendo così di poter utilizzare carichi maggiori al fine di promuovere l'ipertrofia.

### Alta frequenza
Affinché l'allenamento risulti in un significativo guadagno di ipertrofia, lo stimolo deve essere applicato con una frequenza sufficiente a creare un nuovo "ambiente", al contrario di stimolazioni casuali e acute contro l'integrità meccanica del tessuto. Il rovescio della medaglia nel lasciar correre una settimana di riposo ogni volta che si sovraccarica un muscolo è che molte delle risposte acute all'allenamento come l'aumento della sintesi proteica, di prostaglandine, dei livelli di IGF-1, e dei livelli di mRNA, tornano alla normalità in circa 36 ore. Quindi, si spendono due giorni per crescere e una mezza settimana in uno stato semi-anticatabolico tornando alla normalità, quando la ricerca mostra che il recupero può avvenire senza riposo anche se il muscolo viene stimolato nuovamente in 48 ore. Quindi il vero anabolismo indotto dallo stimolo di allenamento dura solo due giorni al massimo. Il resto del tempo si passa semplicemente al bilanciamento della ritenzione di azoto senza aggiungere alcun effetto anabolico. Ciò significa che un tipico protocollo HST prevede sempre allenamenti Total body per 3 volte a settimana, imponendo quindi la stimolazione di tutti i gruppi muscolari ad alta frequenza e basso volume specifico.

### Repetition maximum
È necessario determinare i carichi e le relative ripetizioni massime (RM) che verranno utilizzate durante l'intero ciclo. Quindi bisognerà trovare la propria RM target zone di tutti gli esercizi che si andranno a svolgere su 15-RM, 10-RM, e 5-RM prima di iniziare il primo ciclo. Nei cicli successivi si incrementano semplicemente i carichi di 2,5 o 5 Kg. Bisognerebbe aumentare il peso di 2,5–10 kg ad ogni allenamento.
Questo significa che a volte si può lavorare con meno del massimo peso per ogni schema di ripetizioni previsto. Si raggiungono carichi massimi per un range di ripetizioni nell'ultimo allenamento per ogni blocco di due settimane.

### Sovraccarico progressivo
Nel corso del tempo, il tessuto si adatta e diventa resistente ai danni indotti dallo stesso carico meccanico. Questo adattamento (una resistenza allo stimolo), può avvenire in meno di 48 ore. Questa risposta viene chiamata Repeated Bout Effect o Rapid Training Effect, cioè effetti indotti da uno stimolo ripetuto, o effetti rapidi indotti dall'allenamento. Quando ciò si verifica, sebbene gli adattamenti neurali e metabolici possano migliorare, l'aumento dell'ipertrofia si blocca.
In contrasto con lo sviluppo di ipertrofia muscolare, le basi fisiologiche per lo sviluppo della forza muscolare sono di natura neuromuscolare. Gli incrementi della forza indotti dal Resistance training sono stati attribuiti a diversi adattamenti neurali compresi i modelli di reclutamento alterati, il tasso di codifica, la sincronizzazione delle unità motorie, il potenziamento riflesso, ecc. Quindi, a parte le modifiche incrementali del numero di filamenti contrattili (ipertrofia), produzione volontaria dell forza (cioè la forza massima) è in gran parte una questione di "attivazione" delle unità motorie.
Haycock promuove un aumento obbligatorio dei carichi da 2,5 a 10 kg ad ogni allenamento. Questo significa che a volte si può lavorare con meno del massimo peso per un determinato numero di ripetizioni stabilito. Si raggiungono i massimi carichi per un range di ripetizioni stabilito nell'ultimo allenamento in ogni blocco di due settimane.

### Decondizionamento strategico
Secondo i fondamenti del HST è necessario aumentare sia il carico (sovraccarico progressivo), o ridurre il grado di condizionamento al carico (decondizionamento strategico). Il muscolo è sensibile non solo al carico assoluto, ma anche alla variazione del carico (alto o basso). Pertanto, è possibile ottenere un effetto ipertrofico aumentando il carico rispetto alla sessione precedente. C'è è un limite al numero di incrementi che si possono attuare per aumentare il carico. È sufficiente raggiungere il cedimento muscolare. Questo è il motivo per il decondizionamento strategico è necessario per una crescita continua una volta che la crescita si è bloccata.
L'HST prevede che le ripetizioni diminuiscano ogni 2 settimane nel seguente ordine:
- 15 ripetizioni per 2 settimane;
- 10 ripetizioni per 2 settimane;
- 5 ripetizioni per 2 settimane;

poi continuare con il 5 RM per 2 settimane o iniziare 2 settimane di ripetizioni negative;
Le 15 RM possono essere saltate quando si sta per ricominciare dopo il primo ciclo di 8 settimane. Se vengono percepite lesioni non saltare i 15 RM. La diminuzione delle ripetizioni favorisce il carico crescente. Tuttavia, l'allenamento ad alte ripetizioni serve ad uno scopo importante. Elevati volumi di lavoro anaerobico hanno un effetto benefico sul muscolo, sia aumentando la resistenza agli infortuni, sia aumentando la capacità funzionale.

### Riorganizzazione ciclica del carico e delle ripetizioni
L'HST suggerisce di utilizzare blocchi da 2 settimane per ogni range di ripetizioni. Questo non avrebbe nulla a che fare con l'adattamento. È semplicemente un modo per adattarsi al carico sempre crescente. Naturalmente è possibile regolare le ripetizioni ogni settimana (ad esempio 15,12,10,8,5, ecc), ma questa variazione è più complicata e potrebbe essere più difficilmente comprensibile.

### Acido lattico per la salute e la rigenerazione dei tendini
L'HST prevede alcuni esercizi o microcicli ad alte ripetizioni per aumentare i livelli di acido lattico, al fine di preparare i muscoli e tendini per i futuri carichi pesanti che si utilizzeranno successivamente. Questo serve come una sorta di "manutenzione" regolare. Senza applicare questa strategia, si aumenterebbe il rischio di lesioni croniche e dolore. Le alte ripetizioni sono metabolicamente più costose, e secondo Haycock hanno un effetto favorevole sulla guarigione di tendini.

### Esercizi multiarticolari
Come molti altri stili di allenamento, anche l'HST riconosce i vantaggi e la superiorità degli esercizio multiarticolari (detti anche base o composti) per massimizzare gli effetti indotti da alti carichi. Gli esercizi multiarticolari permettono infatti di sollevare più carichi, reclutano più gruppi muscolari, stimolano maggiori risposte metaboliche, e una maggiore elevazione dei livelli di ormoni anabolici.

### Allenamento eccentrico
L'HST utilizza le ripetizioni eccentriche per 2 settimane consecutive negli esercizi dove è possibile. Questo suggerimento è appunto applicabile solo per gli esercizi che possono essere eseguiti in modo eccentrico, senza rischio di lesioni. Le serie di ripetizioni eccentriche vengono eseguite con un peso che eccede le sue 5 ripetizioni massime. Questo viene fatto per estendere la progressione del carico, iniziata all'inizio del ciclo HST, per altre 2 settimane. Il rischio di sovrallenamento non è maggiore in queste due settimane rispetto alle precedenti se il volume è controllato, come recenti ricerche hanno dimostrato. È chiaro che gli effetti dell'attività eccentrica sul tessuto muscolare sono uno degli argomenti più studiati nella fisiologia dello sport.

### Attività cardiovascolare
Haycock supporta l'attività cardiovascolare nei giorni di riposo. Normalmente, domenica, martedì, giovedì e sabato sono i giorni di riposo, durante i quali c'è la possibilità di svolgere una blanda attività aerobica della durata di 20-40 minuti. Viene suggerita la camminata veloce sul treadmill inclinato.

### Sintesi
Il principi del HST in sintesi si concentrano su:
- media-bassa intensità (60-75% 1RM);
- basso volume (9-14 serie);
- media-bassa densità;
- medio-bassa frequenza (3 giorni settimanali);
- moderato Time Under Tension;
- moderate ripetizioni (10);
- ripetizioni eccentriche;
- sovraccarico progressivo;
- cedimento muscolare non sempre previsto;
- solo allenamenti Total body;
- prevalenza di esercizi multiarticolari;

## Esempi di programma HST

### Esempio HST sessione singola (10 rip.)
- Cosce:
- Squat 1 x 10
- Stacchi gambe tese 2 x 10
- Petto:
- Panca inclinata 2 x 10
- Dip parallele 1 x 10
- Dorsali:
- Trazioni alla sbarra 2 x 10
- Rematore 2 x 10
- Trapezio:
- Scrollate 1 x 10
- Deltoidi:
- Shoulder press 1 x 10
- Alzate laterali 1 x 10
- Deltoid machine 1 x 10
- Bicipiti:
- Curl manubri 2 x 10
- Tricipiti:
- French press 2 x 10
- Polpacci:
- Standing calf 2 x 10
- Addominali:
- Crunch 2 x 10

### Esempio HST 2 settimane (10 rip.)

#### Lunedì 1
- Squat 2 x 10 (60 Kg)
- Leg curl 2 x 10 (20 Kg)
- Panca 2 x 10 (75 Kg)
- Trazioni sbarra 2 x 10 (peso corporeo)
- Alzate laterali 2 x 10 (2,5 Kg)
- Scrollate 2 x 10 (60 Kg)
- Curl 2 x 10 (10 Kg)
- Push down 2 x 10 (10 Kg)
- Standing calf 2 x 10 (90 Kg)

#### Mercoledì 1
- Leg press 2 x 10 (165 Kg)
- Leg curl 2 x 10 (22 Kg)
- Dip parallele 2 x 10 (peso corporeo)
- Rematore 2 x 10 (60 Kg)
- Alzate laterali 2 x 10 (5 Kg)
- Scrollate 2 x 10 (65 Kg)
- Curl 2 x 10 (12 Kg)
- Push down 2 x 10 (12 Kg)
- Standing calf 2 x 10 (93 Kg)

#### Venerdì 1
- Squat 2 x 10 (80 Kg)
- Leg curl 2 x 10 (25 Kg)
- Panca 2 x 10 (80 Kg)
- Trazioni sbarra 2 x 10 (zavorra 2,5 Kg)
- Alzate laterali 2 x 10 (7 Kg)
- Scrollate 2 x 10 (70 Kg)
- Curl 2 x 10 (14 Kg)
- Push down 2 x 10 (15 Kg)
- Standing calf 2 x 10 (95 Kg)

#### Lunedì 2
- Leg press 1-2 x 10 (185 Kg)
- Leg curl 2 x 10 (25 Kg)
- Dip parallele 1-2 x 10 (zavorra 5 Kg)
- Rematore 1-2 x 10 (65 Kg)
- Alzate laterali 2 x 10 (8 Kg)
- Scrollate 2 x 10 (75 Kg)
- Curl 2 x 10 (15 Kg)
- Push down 2 x 18 (18 Kg)
- Standing calf 2 x 10 (97 Kg)

#### Mercoledì 2
- Squat 2 x 10 (100 Kg)
- Leg curl 2 x 10 (30 Kg)
- Panca 2 x 10 (85 Kg)
- Trazioni sbarra 2 x 10 (zavorra 5 Kg)
- Alzate laterali 2 x 10 (10 Kg)
- Scrollate 2 x 10 (80 Kg)
- Curl 2 x 10 (18 Kg)
- Push down 2 x 10 (20 Kg)
- Standing calf 2 x 10 (100 Kg)

#### Venerdì 2
- Leg press 1-2 x 10 (205 Kg)
- Leg curl 2 x 10 (35 Kg)
- Dip parallele 1-2 x 10 (zavorra 10 Kg)
- Rematore 1-2 x 10 (70 Kg)
- Alzate laterali 2 x 10 (13 Kg)
- Scrollate 2 x 10 (85 Kg)
- Curl 2 x 10 (20 Kg)
- Push down 2 x 18 (20 Kg)
- Standing calf 2 x 10 (100 Kg)

### Esercizi consigliati dal HST
- Cosce: Squat, Leg press, Leg curl (ischio-crurali), Leg extension (facoltativo)
- Polpacci: Calf raise gambe tese (Standing calf, Donkey Calf, Leg press calf)
- Petto: Distensioni su panca (leggermente inclinata), Dip parallele
- Dorso: Trazioni sbarra (strette e larghe), Low row o Rematori (presa varia)
- Deltoidi: Alzate laterali, Shoulder press
- Bicipiti: Tutti i curl (variare frequentemente)
- Trapezio: Scrollate
- Tricipiti: Push down, French press
- Addome: Crunch, o crunch machine

## Altri metodi diresistance training
- Circuit Training (CT)
- Peripheral Heart Action (PHA)
- High Volume Training (HVT)
- Weider system
- High Tension Training (HTT)
- High Intensity Training (HIT)/Heavy Duty (HD)
- Position of Flexion (POF)
- German Body Composition (GBC)
- German Volume Training (GVT)
- Paired set training
- Power factor training
- Static contraction training
- Body contact
- Zone training
- Metabolic resistance training (MRT)
- Fascial Stretch Training (FST-7)
- Breve intenso infrequente organizzato (BIIO)